# Cofradía de Juárez
Cofradía de Juárez es una localidad situada en el municipio de Armería, Colima, México. Está a una altitud promedio de 51 m s. n. m. y tiene alrededor de 3776 habitantes.

## Localización
Cofradía de Juárez se ubica en el municipio de Armería, está a una altura media de 51 metros sobre el nivel del mar y se encuentra en las coordenadas 18°57′52″N 103°57′16″O / 18.96444, -103.95444.

### Distancias
| Localidad         | Distancia (km) |
| ----------------- | -------------- |
| Ciudad de Armería | 5.8            |
| Tecomán           | 13             |
| Colima            | 52             |
| Villa de Álvarez  | 54.3           |
| Manzanillo        | 57             |
| Ciudad Guzmán     | 124            |
| Guadalajara       | 245            |
| Puerto Vallarta   | 330            |
| Fuente:           |                |

## Demografía
De acuerdo al censo de 2020, Cofradía de Juárez tiene una población de 3776 habitantes de los cuales 1909 son mujeres y 1867 son hombres.
Tiene un grado promedio de escolaridad de 7.08 años. Alrededor de 3203 personas son católicas. En la localidad hay alrededor de 1153 viviendas particulares habitadas.